# Veliki teden v Španiji
Španske katoliške bratovščine (cofradía) vsakoletno obeležujejo Kristusov pasijon z uličnimi povorkami v velikem tednu. Ti ulični procesi, ki izkazujejo vero, so se izoblikovali skozi dolgoletno tradicijo in se hkrati prepletajo z lokalnimi lastnostmi.
Semana Santa, kot se v španščini veliki teden imenuje, je zadnji teden postnega časa v katoliškem koledarju. Povedano drugače, teden med cvetno in velikonočno nedeljo. Vsi procesi, ki potekajo do velike sobote, se identificirajo s križevim potom, torej Kristusovo kaznijo in trpljenjem. Tisti, ki potekajo na samo velikonočno nedeljo pa poudarjajo čaščenje Kristusovega vstajenja.
Čaščenski procesi velikega tedna se ne razlikujejo le med avtonomnimi skupnostmi, temveč tudi posameznimi predeli ene skupnosti. Prav zaradi raznolikosti, edinstvenosti in posebnosti velikonočnih procesov, je španski veliki teden postal tudi turistična atrakcija.

## Podoba
Praznovanje Velikega tedna skoraj popolnoma sloni na procesijah, ki jih organizirajo bratovščine. Izvor teh organizacij sega vse do srednjega veka, vseeno pa jih je večina nastala v obdobju baroka pod protireformacijskim vplivom. Bratovščini se lahko načeloma pridruži vsak katoličan, še več, postati njihov član je v Španiji pomembna družinska tradicija. 
Čeprav se v dogodkih Velikega tedna med različnimi avtonomnimi skupnostmi pojavljajo velike razlike, je ena izmed skupnih lastnosti v vseh procesih – tako imenovana spokorna obleka. Sestavlja jo tunika in koničast klobuk (capirote), katerega glavni namen je zakriti obraz tistega, ki ga nosi. Izvor oblačila sega v obdobje srednjega veka, takrat so jo ljudje nosili, da so lahko dokazali svojo pokoro, še vedno pa skrivali svojo identiteto. Nazarenci, pripadniki bratovščin, ki sodelujejo v procesu križevega pota po ulici hodijo bosi, ponekod celo zavezani z verigami, le – te simbolizirajo pokoro. Poleg oblačila so celotni Španiji skupni tudi splavi (paso). Vsaka bratovščina nosi splav s skulpturami evangelističnih oseb. V nekaterih primerih bratovščine svoje splave ohranjajo že stoletja, v večini pa sami splavi predstavljajo umetniška dela velikih španskih ustvarjalcev, kot so Gregorio Fernández, Juan de Mesa, Juan Martínez Montañés.

### Veliki teden v Malagi
Za razliko od ostalih španskih mest, v Malagi procesov velikega tedna ne spremljajo splavi, ampak tako imenovani prestoli. Te, za razliko od splavov, moški nosijo tako, da si dolge železne ali lesene dele, ki prestol podpirajo (varales), naslonijo na ramena. Poleg tega so prestoli veliko večji od splavov. Vsaka posamezna partija, ki sodeluje v čaščenskem procesu, je sestavljena iz dveh prestolov, eden predstavlja Kristusa in drug Marijo. Vsak prestol pa spremljajo pokorniki in upi (osebe, ki so se zaobljubile opraviti pokoro v zameno za določeno uslugo). Nekaj kar je prav posebnega za procese v Malagi je vojaško spremstvo in spremstvo ostalih varnostnih organov.
Poleg samih uličnih povork, bratovščine v Malagi organizirajo tudi druge aktivnosti, vse združene pod tremi idejami: izobrazba, kulturnost in dobrodelnost. V ta namen pomagajo pri financiranju javnih kuhinj, darujejo živila in na domu pomagajo starejšim ter bolnim.

### Veliki teden v Murcii[4]
Procesi velikega tedna v Murcii so eni izmed najpomembnejših v vsej Španiji. Gre za prav poseben stil praznovanja, ki se je ohranil že vse od 18. stoletja.  V tem se Murcia razlikuje od močnih andaluzijskih in kastiljskih vplivov, ter ohranja pomembno etnografsko zapuščino. Prav zaradi tega se prav velikonočno praznovanje v Murcii šteje za najstarejšega v državi, saj obstoj glavne bratovščine mesta – Los Coloraos, sega v začetke 15. stoletja.

#### Bratovščine
V mestu obstaja petnajst različnih bratovščin, ena izmed njih pripada redu »tišine« in ostale k Los Coloraos. Bratovščine vsakoletno na ulice Murcie spravijo 94 procesnih prestolov, skupno 17 različnih povork. Tako sestavijo veliki teden iz dveh različnih stilov praznovanja, eden od njih čisto tipičen za Murcio.

##### Tradicionalni slog
- Slog, ki izhaja iz 15. stoletja predstavljajo nosači splavov in majordomi, tisti, ki samo procesijo vodijo. Koničasti klobuki se v Murciji imenujejo capuz in ne pokrivajo obraza.  Nosači nosijo tuniko, ki je v pasu nabrana in zaradi tega je njena dolžina le do pod kolenom.  Obute imajo espadrilje. Majordomi imajo na koncu rokavov in spodnjem robu tunike bele čipke, kar jasno kaže na baročni slog. Ostali pokorniki v povorki, tisti, ki hodijo pred splavom, nosijo pokrivala, ki pokrivajo celoten obraz in tuniko, ki sega do tal in s sabo nosijo križ.
- Splavi so izdelani v neobaročnem slogu, izdelani iz lesa in pozlačeni. Sicer bolj okrašeni kot tisti v Kastiliji ampak še vedno manj načičkani od andaluzijskih. Da bi dajali vtis lebdenja, jih nosači nosijo na drugačen način kot v ostalih španskih mestih in sicer brez zibanja in določenega ritma.
- Med povorko med množico delijo bonbone, ikonice ali posebno velikonočno torto – Mona de Pascua. S tem naj bi simbolizirali radodarnost območja na katerem živijo.
- Tradicionalen slog procesij je vedno spremljan s posebno glasbo – la burla. Glasba potuje skozi najbolj tragična obdobja Kristusovega pasijona. Igrajo jo s tamburini in neke vrste trobentami – carros-bocina.

##### Tihi slog
V 40. letih 19. stoletja se pojavi slog, v katerem so opazna odstopanja od tradicionalnega sloga. 
- Obleka, ki jo nosijo nosači splava in majordomi, je ista tisti, ki jo nosijo pokorniki. Tako imajo tudi vsi čisto zakrite obraze.
- Med publiko ne delijo bonbonov ali katere koli druge predmete.
- V večini primerov so sodelujoči v procesiji v čisti tišini.

### Veliki teden v Sevilji
Procesi velikega tedna v andaluzijskem mestu Sevilja predstavljajo glavno spomladansko atrakcijo ob aprilskemu sejmu (Feria de Abril).
Organ, ki je v mestu vsako leto zadolžen za celotno organizacijo procesov velikega tedna, je Glavni svet bratovščin v Sevilji. Njegovi člani so izvoljeni vsake štiri leta, določijo pa jih višji predstavniki različnih bratovščin.
V uličnih povorkah od cvetne nedelje do velikonočne nedelje 60 bratovščin sodeluje v procesijah, ki vodijo do glavne seviljske katedrale. Na veliki petek in soboto se jim pridruži še 11 drugih bratovščin, ki vodijo procesije po poteh katerih cilj ni stolnica. Kot uradna pot uličnih procesij šteje tista, ki se začne na Trgu de la Campana, nadaljuje po ulici Sierpes, Trgu Svetega Frančiška (San Francisco) nato po aveniji Constitucion in se zaključi pri seviljski stolnici. Do nje vstopijo skozi tako imenovana vrata Svetega Miguela in spet odidejo skozi vrata de Palos.
- Velikonočne procesije se otvorijo z nošenjem vodilnega križa (Cruz de Guía), spremlja ga par nazarencev, ta pa običajno nosita svetilke. Za njimi se v procesiji zvrstijo pokorniki, vsak s svojim križem kot znakom pokore. Vodilni križ velja za ikono, zelo znan je tisti, ki pripada bratovščini la Hermandad del Gran Poder, izhaja iz 17. stoletja in sam po sebi velja za izjemno umetniško delo.
- Pomembna ikona, ki je del procesij, je tudi knjiga s pravili. Vsaka bratovščina ima svojo.
- V procesije je vključena tudi predstavna zastava z grbom posamezne bratovščine. Posebna zastava, imenovana senatus, nosi napis SPQR. Te črke pomenijo Senatus Populusque Romanus oziroma Senat in ljudstvo Rima. Nastanek zastave je navdihnila tista, ki jo je uporabljala vojska Rimskega cesarstva.
- Kot je zapisano v Svetem pismu, naj bi pred Kristusovo sodbo bilo slišati trobento, na katero je zaigral angel Gabrijel. V ta namen nazarenci v procesiji nosijo tudi velike okrasne trobente, ki imajo v Sevilji ime bocinas. V starodavnih procesijah so pripadniki bratovščin tudi igrali nanje in tako izražali žalost.
- Kot v ostalih predelih Španije so tudi v seviljskih procesijah Velikega tedna vključeni ogromni splavi, na katerih so predstavljene različne evangelijske osebe. Prav z namenom poimenovanja tistih, ki ogromne splave prenašajo, je v andaluzijskem slovarju nastala nova beseda - el costalero. Beseda je definirana kot: »tisti, ki nosijo splave na katerih so ikone, z mošnjičkom, ki si ga namestijo na glavo in jim pada čez hrbet«. Nosače vodi tako imenovan capataz, njegova naloga je voditi procesijo po ulicah mesta.[5][6]

## Turistična atrakcija
Veliki teden ni le skupek verskih, kulturnih in družabnih dogodokov, temveč je tudi pomembna turistična atrakcija, ki privablja tako španske kot tuje turiste. Vsakoletno je izdano veliko vodnikov po najboljših poteh in procesijah Velikega tedna, da lahko obiskovalci z lahkoto sledijo praznovanju.